# الرباة (حجر)
'

تعديل مصدري - تعديل

الرباة هي إحدى قرى عزلة الجول بمديرية حجر التابعة لمحافظة حضرموت، بلغ تعداد سكانها 42 نسمة حسب تعداد اليمن لعام 2004.